# MKS Banimex Będzin w sezonie 2012/2013

## Drużyna

### Sztab
| Pierwszy trener   | Rafał Legień     |
| Drugi trener      | Dariusz Sobieraj |
| Fizjoterapeuta    | Janusz Herpel    |
| Kierownik drużyny | Zbigniew Syguła  |

### Zawodnicy
| Nr | Imię i nazwisko      | Data ur.   | Wzrost | Pozycja               |
| -- | -------------------- | ---------- | ------ | --------------------- |
| 3  | Michał Kocyłowski    | 19.02.1991 | 182    | libero                |
| 4  | Mateusz Zarankiewicz | 17.08.1989 | 197    | atakujący             |
| 5  | Tomasz Tomczyk       | 24.05.1986 | 202    | przyjmujący/atakujący |
| 6  | Marcin Kantor        | 03.02.1989 | 200    | przyjmujący           |
| 7  | Łukasz Żłobecki      | 1991       | 202    | środkowy              |
| 8  | Mariusz Syguła       | 28.12.1982 | 190    | rozgrywający          |
| 9  | Mateusz Sacharewicz  | 23.10.1989 | 198    | środkowy              |
| 10 | Dariusz Syguła       | 03.04.1986 | 185    | rozgrywający          |
| 11 | Mateusz Przybyła     | 12.04.1991 | 208    | środkowy              |
| 13 | Bartłomiej Soroka    | 17.01.1979 | 200    | przyjmujący           |
| 14 | Grzegorz Wójtowicz   | 26.06.1989 | 191    | przyjmujący           |
| 16 | Damian Zborowski     | 20.06.1988 | 195    | atakujący             |
| 17 | Tomasz Głód          | 26.01.1992 | 185    | libero                |
| 18 | Sławomir Szczygieł   | 02.06.1978 | 202    | środkowy              |

## Transfery

### Przyszli
| Imię i nazwisko     | Poprzedni klub                          |
| ------------------- | --------------------------------------- |
| Tomasz Głód         | AKS Rzeszów                             |
| Damian Zborowski    | Spodek Katowice (powrót z wypożyczenia) |
| Łukasz Żłobecki     | Spodek Katowice (powrót z wypożyczenia) |
| Michał Kocyłowski   | Spodek Katowice (powrót z wypożyczenia) |
| Mariusz Syguła      | Wanda Kraków                            |
| Bartłomiej Soroka   | Wanda Kraków                            |
| Mateusz Przybyła    | Jastrzębski Węgiel                      |
| Tomasz Tomczyk      | Siatkarz Wieluń                         |
| Mateusz Sacharewicz | Energetyk Jaworzno                      |

### Odeszli
| Imię i nazwisko       | W klubie od | Nowy klub                   |
| --------------------- | ----------- | --------------------------- |
| Michał Potera         | 2006        | AZS Politechnika Warszawska |
| Damian Miller         | 2004        | TKS Nascon Tychy            |
| Tomasz Michalak       | 2011        | Victoria Wałbrzych          |
| Adam Łapuszyński      | 2011        | Warta Zawiercie             |
| Bartosz Dzierżanowski | 2003        | Warta Zawiercie             |
| Bartosz Schmidt       | 2011        | Warta Zawiercie             |

## Rozgrywki

### Liga

#### Runda zasadnicza
| Data       | Przeciwnik                   | Wynik                                   | Miejsce                                 |
| ---------- | ---------------------------- | --------------------------------------- | --------------------------------------- |
| 06.10.2012 | Czarni Radom                 | 1:3 (20:25, 23:25, 25:20, 24:26)        | Hala Łagisza, Będzin                    |
| 13.10.2012 | Kęczanin Kęty                | 3:1 (25:20, 20:25, 25:19, 25:20)        | Hala Łagisza, Będzin                    |
| 20.10.2012 | Stal AZS PWSZ Nysa           | 3:2 (16:25, 18:25, 25:22, 25:23, 15:11) | Hala AZS, Nysa                          |
| 27.10.2012 | Cuprum Lubin                 | 3:1 (19:25, 25:22, 25:22, 25:19)        | Hala Łagisza, Będzin                    |
| 03.11.2012 | AZS UAM Poznań               | 3:1 (19:25, 37:35, 26:24, 25:20)        | Hala UAM, Poznań                        |
| 10.11.2012 | Pekpol Ostrołęka             | 3:1 (25:21, 25:21, 26:28, 25:19)        | Hala sportowa im. A. Gołasia, Ostrołęka |
| 17.11.2012 | MCKiS PKE Energetyk Jaworzno | 3:0 (25:16, 25:19, 25:16)               | Hala Łagisza, Będzin                    |
| 24.11.2012 | BBTS Bielsko-Biała           | 0:3 (17:25, 19:25, 17:25)               | Hala BBOSiR, Bielsko-Biała              |
| 01.12.2012 | KPS Jadar Siedlce            | 3:0 (25:17, 25:17, 25:21)               | Hala Łagisza, Będzin                    |
| 08.12.2012 | Ślepsk Suwałki               | 1:3 (19:25, 22:25, 25:23, 18:25)        | Hala OSiR, Suwałki                      |
| 15.12.2012 | KS Camper Wyszków            | 1:3 (25:14, 20:25, 22:25, 26:27)        | Hala Łagisza, Będzin                    |
|            |                              |                                         |                                         |
| 21.12.2012 | Czarni Radom                 | 2:3 (17:25, 25:27, 25:17, 25:23, 13:15) | Hala MOSiR im. K. Paździora, Radom      |
| 12.01.2013 | Kęczanin Kęty                | 1:3 (18:25, 21:25, 25:23, 18:25)        | Hala OSiR, Kety                         |
| 19.01.2013 | Stal AZS PWSZ Nysa           | 3:1 (25:21, 32:30, 20:25, 25:14)        | Hala Łagisza, Będzin                    |
| 26.01.2013 | Cuprum Lubin                 | 2:3 (25:21, 25:22, 16:25, 21:25, 10:15) | Hala SP nr 14, Lubin                    |
| 02.02.2013 | AZS UAM Poznań               | 1:3 (22:25, 22:25, 29:27, 19:25)        | Hala Łagisza, Będzin                    |
| 09.02.2013 | Pekpol Ostrołęka             | 3:2 (25:16, 20:25, 25:21, 13:25, 15:10) | Hala Łagisza, Będzin                    |
| 16.02.2013 | MCKiS PKE Energetyk Jaworzno | 3:1 (25:17, 21:25, 25:21, 25:12)        | Hala MCKiS, Jaworzno                    |
| 23.02.2013 | BBTS Bielsko-Biała           | 2:3 (20:25, 25:21, 25:17, 23:25, 10:15) | Hala Łagisza, Będzin                    |
| 02.03.2013 | KPS Jadar Siedlce            | 3:1 (19:25, 25:21, 25:18, 25:23)        | Hala OSiR, Siedlce                      |
| 09.03.2013 | Ślepsk Suwałki               | 3:1 (25:14, 25:20, 22:25, 25:15)        | Hala Łagisza, Będzin                    |
| 16.03.2013 | KS Camper Wyszków            | 1:3 (32:30, 22:25, 20:25, 19:25)        | Hala WOSiR, Wyszków                     |

#### Play-off
| Data        | Przeciwnik       | Wynik                                   | Miejsce                                 |
| Ćwierćfinał | Ćwierćfinał      | Ćwierćfinał                             | Ćwierćfinał                             |
| ----------- | ---------------- | --------------------------------------- | --------------------------------------- |
| 06.04.2013  | Pekpol Ostrołęka | 1:3 (22:25, 25:21, 22:25, 21:25)        | Hala sportowa im. A. Gołasia, Ostrołęka |
| 07.04.2013  | Pekpol Ostrołęka | 1:3 (23:25, 25:22, 23:25, 20:25)        | Hala sportowa im. A. Gołasia, Ostrołęka |
| 13.04.2013  | Pekpol Ostrołęka | 3:2 (20:25, 25:22, 19:25, 25:21, 16:14) | Hala Łagisza, Będzin                    |
| 14.04.2013  | Pekpol Ostrołęka | 3:1 (25:20, 25:18, 23:25, 25:23)        | Hala Łagisza, Będzin                    |
| 17.04.2013  | Pekpol Ostrołęka | 1:3 (18:25, 18:25, 30:28, 16:25)        | Hala sportowa im. A. Gołasia, Ostrołęka |

### Puchar Polski
| Data       | Przeciwnik         | Wynik                                   | Miejsce              |
| II runda   | II runda           | II runda                                | II runda             |
| ---------- | ------------------ | --------------------------------------- | -------------------- |
| 04.11.2012 | AZS UAM Poznań     | 3:1 (25:21, 25:22, 22:25, 25:12)        | Hala UAM, Poznań     |
| III runda  |                    |                                         |                      |
| 21.11.2012 | Stal AZS PWSZ Nysa | 3:1 (25:20, 24:26, 25:18, 25:20)        | Hala Łagisza, Będzin |
| IV runda   |                    |                                         |                      |
| 04.12.2012 | Cuprum Lubin       | 2:3 (25:15, 25:20, 19:25, 24:26, 11:15) | Hala Łagisza, Będzin |

### Bilans spotkań
| Rozgrywki        | Ogólnie | Ogólnie | Ogólnie | Ogólnie | Ogólnie | U siebie | U siebie | U siebie | U siebie | U siebie | Na wyjeździe | Na wyjeździe | Na wyjeździe | Na wyjeździe | Na wyjeździe | Miejsce |
| Rozgrywki        | R       | W       | P       | Sety    | Sety    | R        | W        | P        | Sety     | Sety     | R            | W            | P            | Sety         | Sety         | Miejsce |
| ---------------- | ------- | ------- | ------- | ------- | ------- | -------- | -------- | -------- | -------- | -------- | ------------ | ------------ | ------------ | ------------ | ------------ | ------- |
| runda zasadnicza | 22      | 12      | 10      | 48      | 42      | 11       | 7        | 4        | 26       | 18       | 11           | 5            | 6            | 22           | 24           | 6.      |
| play-off         | 5       | 2       | 3       | 9       | 12      | 2        | 2        | 0        | 6        | 3        | 3            | 0            | 3            | 3            | 9            | 6.      |
| puchar           | 3       | 2       | 1       | 8       | 5       | 2        | 1        | 1        | 5        | 4        | 1            | 1            | 0            | 3            | 1            | IV r.   |
| Razem            | 30      | 16      | 14      | 65      | 59      | 16       | 11       | 5        | 40       | 26       | 14           | 5            | 9            | 25           | 33           |         |